# Akodon reigi
Akodon reigi är en gnagare i släktet fältmöss som förekommer i östra Uruguay och i sydöstra Brasilien i delstaten Rio Grande do Sul.
Individerna lever i täta galleriskogar, i skogar som täcker träskmarker och sällan i gräsmarker. Antagligen sker fortplantningen mellan våren och hösten.
För beståndet är inga hot kända. Några mindre populationer kan i framtiden negativ påverkas av skogsbruk. IUCN listar arten som livskraftig (LC).